# Robert prisen de melhor atriz
O Robert prisen de melhor atriz é concedido desde 1984 pela Academia Dinamarquesa de Cinema (Danmarks Film Akademi) ao melhor desempenho feminino em uma produção cinematográfica. A cerimonia de premiação acontece em Copenhaga, no final de janeiro e início de fevereiro.
A atriz dinamarquesa Trine Dyrholm lidera com quatro vitórias nesta categoria, seguida por Sofie Gråbøl e Bodil Jørgensen, ambas com três vitórias. Sidse Babett Knudsen, Ghita Nørby e Paprika Steen têm duas vitórias cada. 

## Vencedores
| Ano  | Vencedora             | Trabalho                |
| ---- | --------------------- | ----------------------- |
| 1984 | Line Arlien-Søborg*   | Skønheden og udyret     |
| 1985 | Bodil Udsen           | Min farmors hus         |
| 1986 | Stine Bierlich*       | Ofelia kommer til byen  |
| 1987 | Kirsten Lehfeldt*     | Flamberede hjerter      |
| 1988 | Stéphane Audran       | Babettes gæstebud       |
| 1989 | Karina Skands*        | Himmel og Helvede       |
| 1990 | Ghita Nørby*          | Dansen med Regitze      |
| 1991 | Dorota Pomykała       | Kaj’s fødselsdag        |
| 1992 | Ghita Nørby*          | Freud flytter hjemmefra |
| 1993 | Anne Louise Hassing*  | Kærlighedens smerte     |
| 1994 | Sofie Gråbøl*         | Sort høst               |
| 1995 | Kirsten Rolffes*      | Riget                   |
| 1996 | Puk Scharbau*         | Kun en pige             |
| 1997 | Emily Watson*         | Breaking the Waves      |
| 1998 | Sidse Babett Knudsen* | Let’s Get Lost          |
| 1999 | Bodil Jørgensen*      | Idioterne               |

## Década de 2020
2020
Trine Dyrholm* – Dronningen
Christine Sønderris – Cutterhead
Clara Rosager – Før frosten
Jette Søndergaard – Onkel
Victoria Carmen Sonne – Neon Heart
2021
Andrea Heick Gadeberg – Retfærdighedens ryttere
Amanda Collin – Undtagelsen
Danica Curcic – Undtagelsen
Trine Dyrholm – Erna i Krig
Bodil Jørgensen – De forbandede år
2022
Birthe Neumann* – Pagten
Johanne Milland – Venuseffekten
Rosalinde Mynster – Hvor kragerne vender
Trine Dyrholm – Margrete den første
Vic Carmen Sonne – Miss Osaka
2023
Zar Amir Ebrahimi – Holy Spider
Flora Ofelia Hofmann Lindahl – Du som er i himlen
Josephine Park – Natten har øjne
Sidsel Siem Koch – Speak No Evil
Sofie Gråbøl – Rose
Vic Carmen Sonne – Vanskabte Land
* = Atrizes que mais tarde ganharam o Bodil de Melhor Atriz do Ano por seus papéis.